# Korntal-Münchingen
Korntal-Münchingen é uma cidade da Alemanha, no distrito de Ludwigsburg, na região administrativa de Estugarda, estado de Baden-Württemberg.

## Cidades-irmãs
Korntal-Münchingen possui 2 cidades-irmãs:
- França: Mirande (Toulouse)
- Bélgica: Tubize (Waterloo)